# 丸井金猊

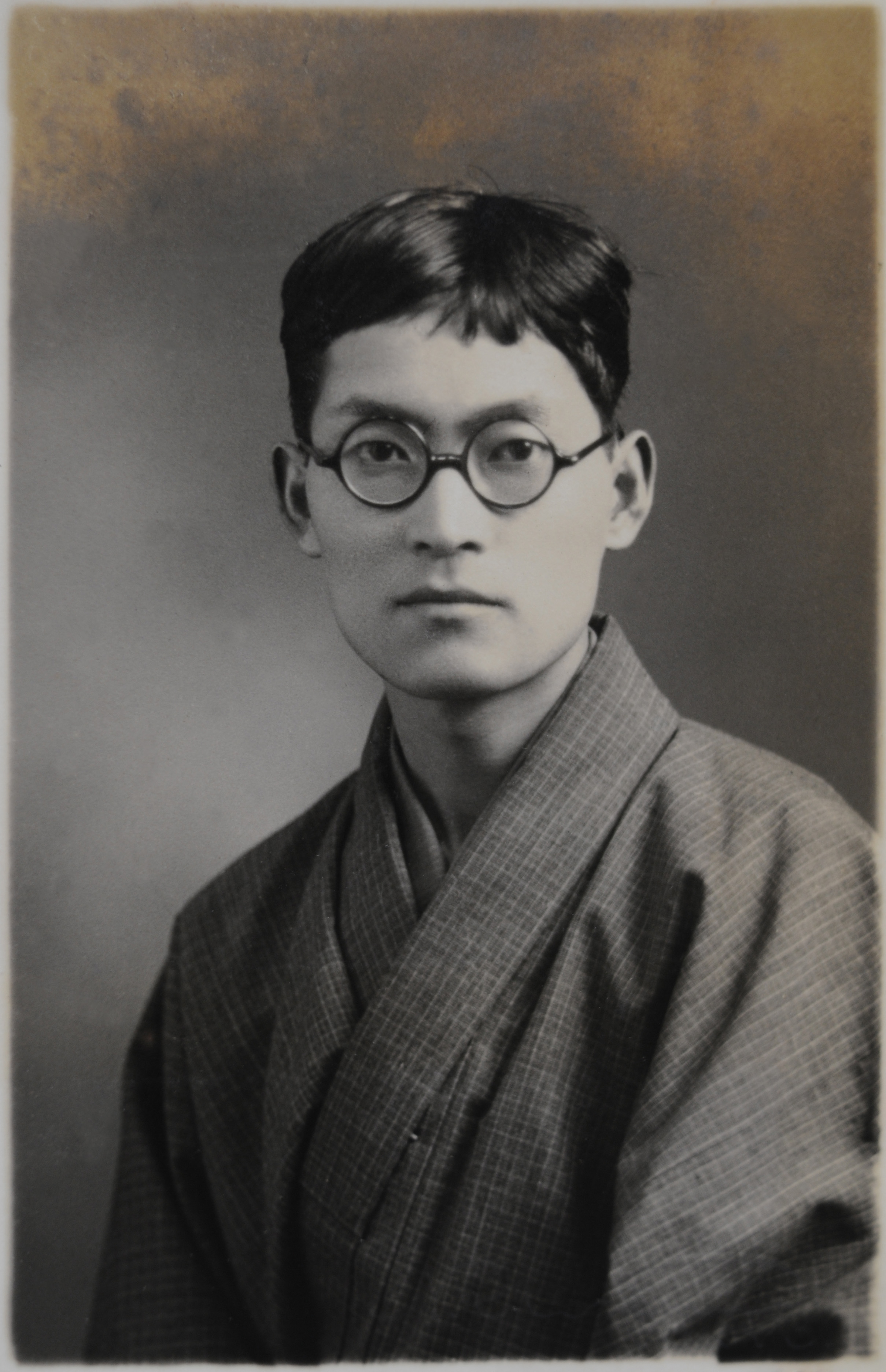
丸井金猊(1935年頃)

丸井 金猊（まるい きんげい、1909年10月19日 - 1979年7月12日）は、戦前に活動していた日本画家。
神奈川県立神奈川工業高等学校工芸図案科（のちの産業デザイン科）元教諭。本名・丸井 金蔵（まるい きんぞう）。

## 経歴
愛知県葉栗郡北方村（現在の一宮市北方町）出身。九人兄弟の三男として生まれる。愛知県立工業学校（現在の愛知県立愛知総合工科高等学校）を卒業後、郷里出身の著名な日本画家である川合玉堂に憧れ、1928年（昭和3年）、東京美術学校（現在の東京芸術大学美術学部）日本画科に入学。同期生には、杉山寧、川本末雄らが在籍。1933年卒業後（修業年限5か年）同校同科研究科（現在の大学院）に2年在籍。結城素明に師事。

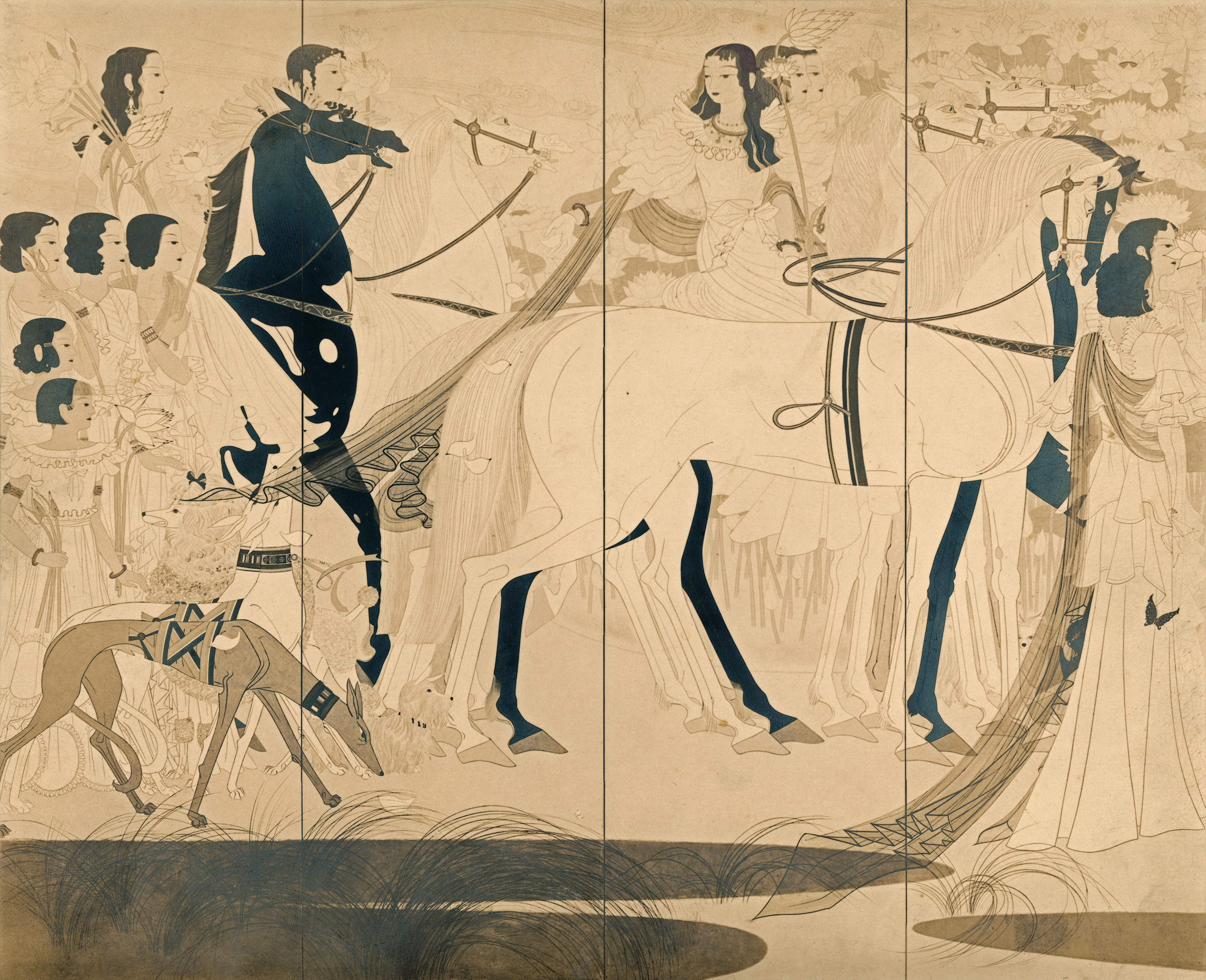
薫風/騎馬婦人群像圖(1937年) 東宝劇場階段ホール壁画(焼失)

在学中から画家を志し、1930年国際美術協会主催第1回美術展覧会入賞首席。翌1931年同展無鑑査出品（公爵近衛文麿買上）。1935年には愛国生命保険株式会社（社長原邦造）の委嘱により壁画製作、1937年に株式会社東京宝塚劇場（社長小林一三）の委嘱により東京宝塚劇場階段ホール壁画製作など、古今東西の幅広いジャンルに題材を求めた画風の創作活動を続けるが、1938年第一回現代美術展覧会に出品した屏風「壁畫に集ふ」を最後に晩年まで画家として活動した形跡は見られない（筆を置いた理由は不明）。

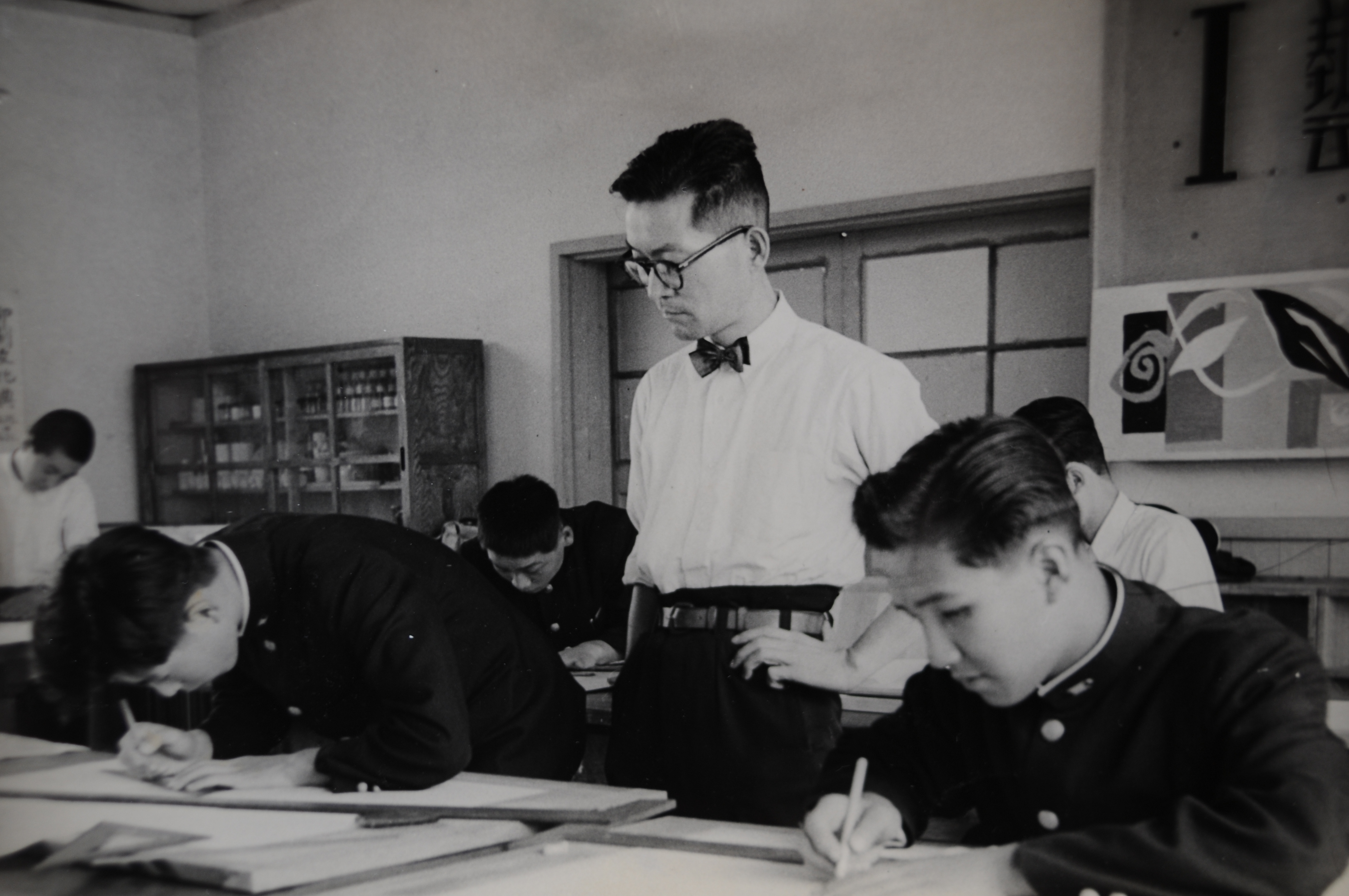
神奈川工業高校での授業風景(1963年)

戦後、東京美術学校日本画科、工藝科の講師を2年勤めた後、1948年（昭和23年）新制神奈川県立神奈川工業高等学校工芸図案科の教諭として1971年（昭和46年）定年退職するまで後進のデザイン指導にあたる。1965年同校の工芸図案科と木材工芸科を改編して産業デザイン科と命名するが、当時大学も含めてデザイン科と名乗る学科はなく、全国で初めてのデザイン科の誕生となった。同科からは細谷巖、浅葉克己、村瀬秀明、柳町恒彦、勝岡重夫、宮田識といった著名デザイナー、アートディレクターを多数輩出している。
退職後、杉山寧の薦めもあって再び絵筆を握り始めたが、1979年（昭和54年）69歳で病歿。
1995年妻さだゑ歿後の遺品整理で60点あまりの作品があることが判明し、遺族が遺作展示活動を開始。1997年金猊が居を構え後半生を送った三鷹市の三鷹市美術ギャラリーにて「丸井金猊とその周辺の人たち展」を開催。2008年には故郷の愛知県一宮市にある一宮市博物館で館主催による特別展「いまあざやかに 丸井金猊展」が開催された。2006年から毎年秋に東京の谷根千界隈で開催されている「芸工展」に遺族が自宅を開放したスペース「谷中M類栖」で参加し、金猊作品を披露している。
2015年小学館発行『日本美術全集』第18巻「戦争と美術」（河田明久監修）に「壁畫に集ふ」掲載（解説は新潟市美術館学芸員の藤井素彦）。

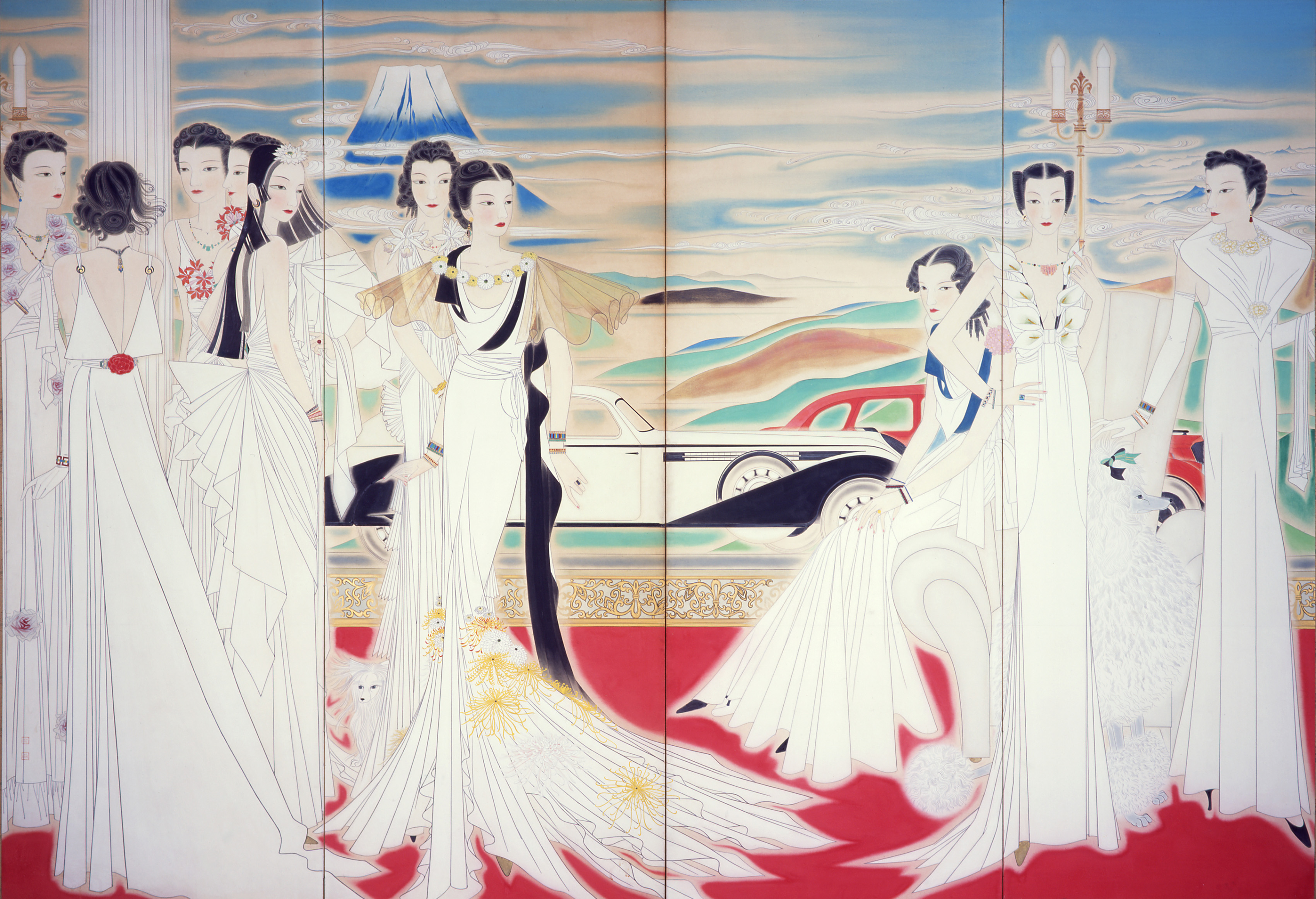
壁畫に集ふ(1938年)
四曲屏風 259×357.2cm

## 代表作品
- 二曲屏風二双連作「菊花讃頌」1933年卒業制作、外務省政務次官瀧正雄買上、所在不明
- 衝立「麗人散策」1934年愛知社主催東都在住作家日本画展覧会出品、公爵近衛文麿買上、所在不明
- 壁画「奏楽」1935年愛国生命保険株式会社（社長原邦造）の委嘱により製作、所在不明
- 壁画「薫風」1937年株式会社東京宝塚劇場（社長小林一三）の委嘱により同劇場階段ホールに製作、焼失
- 四曲屏風「壁畫に集ふ」1938年第一回現代美術展覧会出品、個人蔵

## 典拠および脚注
1. ↑  但し、本人の書き残した書面に自らを「日本画家」と名乗ったものはなく、「邦画家」の記載は確認されている。
2. ↑  東宝劇場機関誌「エスエス」1939年6月号に壁画作品「薫風」の写真が掲載されている。
3. ↑  細谷巖著『細谷巖のデザインロード69』（2004年・白水社）や藤崎圭一郎著『デザインするな』（2009年・DNPアートコミュニケーションズ）では神奈川工業高校を回想する章で丸井金猊についての言及がある。
4. ↑  小学館『日本美術全集』第18巻「戦争と美術」（河田明久監修）第二章「都市の体験」48（解説234ページ）に掲載。